# Алфред Јодл
Алфред Јодл (Вирцбург, 10. мај 1890 — Нирнберг, 16. новембар 1946) је био вођа немачких оперативних снага. Током Другог светског рата био је Шеф оперативног одељења оружаних снага, и подређени Вилхелму Кајтелу.
Јодл је био један од генијалаца ратне тактике и филозофије. Заједно с генералом Кајтелом је измислио тзв. Тактику Јодл-Кеител, која се и данас предаје у војном образовању.

## Биографија
Рођен је у Вирцбургу, Немачка. Образовао се у школи за кадете у Минхену, а дипломирао је 1910. Одмах потом се придружио баварској војсци као артиљеријски официр. Током Првог светског рата служио је као артиљеријски официр на Западном фронту од 1914. до 1916, где је двапут био рањен. Потом су га преселили на Источни фронт, али само једну годину (1917). После рата Јодл је остао у оружаним снагама и придружио се версајским мировним уговорима ограниченој војсци.
У везу с Адолфом Хитлером је дошао врло рано (1923). Унапређен је 1935. у Шефа Одељења националне одбране. Од новембра 1938. до августа 1939. (током Аншлуса) додељена му је 44. дивизија, а он је имао улогу заповедника артиљерије. Од јесени 1939. па до краја рата деловао је као шеф оперативног одељења (нем. Chef des Wehrmachtsführungsstabes). Јодл је био главна личност у немачким војним операцијама од тада па надаље због корисних и стручних савета даваних Хитлеру. Још једном је рањен током рата.
На крају Другог светског рата, Генералоберст Јодл је потписао безусловну предају, тачније 7. маја 1945. у Ремсу. После потписивања предаје је ухапшен и пребачен у Фленсбург, камп ратних заробљеника. Касније је прослеђен нирнбершком суду.
Осуђен је за:
- извршење дела против мира и изазивање рата
- планирање и покретање агресије
- ратне злочине.

Главни судија, Француз Анри Донадје де Вабр је жестоко протестовао против Јодлове осуде, наводећи како не би било поштено према професионалном војнику да буде осуђен због склоности нацизму.
Осуђен је по свим тачкама оптужнице на смрт вешањем, иако је предао молбу суду да буде убијен од стране стрељачког вода. Последње речи су му биле: Поздрављам те, моја Немачко! Посмртни остаци су кремирани и бачени у непознату реку. Постхумно је ослобођен кривице од стране немачког суда наводећи већ споменутог француског судију који се сам залагао за његово ослобађање. То се догодило 28. фебруара 1953.